# Aeroporto di Avignone Caumont
L'Aeroporto di Avignone Caumont (IATA: AVN, ICAO: LFMV), noto anche con il nome commerciale di Aeroporto di Avignone Provenza, è un aeroporto francese situato nei pressi del villaggio di Montfavet, a 8 km sud est dal centro di Avignone, capoluogo della prefettura del dipartimento di Vaucluse, situata nel dipartimento del Rodano della regione Provenza-Alpi-Costa Azzurra (Provence-Alpes-Côte d'Azur).
La struttura, posta all'altitudine di 38 m (124 ft) sul livello del mare, è dotata di un terminal, una torre di controllo e di tre piste entrambe con orientamento 17/35, la principale con superficie in asfalto lunga 1 880 m e larga 45 m (6 168 × 148  ft), equipaggiata con dispositivi di assistenza all'atterraggio tra i quali, il sistema di atterraggio strumentale (ILS), un impianto di illuminazione ad alta intensità (HIRL) con indicatore di angolo di approccio PAPI., e due secondarie parallele con fondo in erba, la più lunga di 700 x 50 m (2,297 ft × 164 ft) e orientamento 17R/35L e la più corta di 250 x 20 m (820 ft × 66 ft) e orientamento 17L/35R, quest'ultima in uso ai soli ultraleggeri. Presente nella struttura anche un'area adibita a eliporto.
L'aeroporto, gestito dalla Chambre de Commerce et d'Industrie de Vaucluse, la sede della locale Camera di Commercio e dell'Industria francese, effettua attività sia secondo le regole del volo a vista (VFR) che del volo strumentale (IFR) ed è aperto al traffico commerciale.